# Crossopetalum glabrum
Crossopetalum glabrum är en benvedsväxtart som beskrevs av C.L. Lundell. Crossopetalum glabrum ingår i släktet Crossopetalum och familjen Celastraceae. Inga underarter finns listade.